# Cyrtandra hispidissima
Cyrtandra hispidissima är en tvåhjärtbladig växtart som beskrevs av Rudolf Schlechter. Cyrtandra hispidissima ingår i släktet Cyrtandra och familjen Gesneriaceae. Inga underarter finns listade i Catalogue of Life.